# Luís Tenório de Brito
Luís Tenório de Brito (Pedra, 13 de fevereiro de 1887 — São Paulo, 28 de fevereiro de 1970) foi um coronel do Corpo de Bombeiros da Polícia Militar do Estado de São Paulo, escritor e historiador brasileiro.

## Biografia
Luís Tenório de Brito nasceu em 13 de fevereiro de 1887, na Fazenda Juazeiro, município de Pedra, no estado de Pernambuco. Era de Filho de Manoel Tenório da Rocha Cavalcante e Luiza Cavalcante de Albuquerque Brito, nasceu na fazenda da família na cidade Pedra, no estado de Pernambuco. Em 1908 mudou-se para a capital paulista, alistando-se neste mesmo ano na brigada de bombeiros. Em 1912 chega ao posto de alferes, mudando-se para Campinas, onde se casa com moça de tradicional família do lugar. Em 1919 é promovido a Primeiro-Tenente e muda-se novamente de cidade, voltando para a capital.
Na Revolução de 1924, atuou na qualidade de ajudante de ordens do Presidente Estadual Carlos Campos ao lado forças governistas na defesa da sede do governo estadual de São Paulo.
Na Revolução Constitucionalista o então major comandou um destacamento misto na denominada frente sul de combate, reunindo voluntários do 2º Batalhão do Regimento "9 de julho" e homens do Corpo de Bombeiros e a Cavalaria da Força Pública Paulista, totalizando cerca de 1 mil homens. No início do conflito, atuou na região de Apiaí e Ribeirão Branco. Com a queda da cidade de Ribeira em 31 de julho de 1932, o seu destacamento foi cercado pelas tropas federais compostas pelo destacamento do coronel Boanerges Lopes de Souza e do destacamento do coronel Airton Plaisant, cujas forças foram estimadas em cerca de 3 mil soldados. Embora tenha conseguido escapar do cerco precisou recuar com sua tropa para Xiririca (atual Eldorado) e de lá para Santos via Juquiá, posteriormente alcançando a capital do estado. Em meados de agosto, retornou a Itapetininga para se reincorporar às forças paulistas. Sob as ordens do comandante do Exército Constitucionalista da frente sul, o coronel Brasílio Taborda, dirigiu um destacamento de ligação que exerceu a resistência às tropas federais na margem leste do Rio Paranapanema, entre a localidade de Lygiana (município de Campina do Monte Alegre) e Angatuba, na região do Rio Paranapanema, onde atuou até o fim do conflito, em 2 de outubro daquele ano. Segundo o major, em suas memórias, somente no dia 1º de outubro, a poucas horas do fim definitivo da guerra, ele realizou a prisão de cerca de 600 soldados adversários, de um batalhão pernambucano, que inadvertidamente tentaram tomar de assalto as posições das tropas paulistas.
Em 1933 foi designado a comandar o 8º B.C.P. aquartelado em Campinas, embora já comandasse interinamente do batalhão desde outubro do ano anterior. No mesmo ano, foi promovido a tenente-coronel e ficou adido ao Quartel General da corporação na capital paulista. Considerou essa transferência, que implicou na perda daquele comando, uma penalidade velada. Apesar de posteriormente ter sido designado para um novo posto, preferiu se licenciar. Após o período de licença, retornou ao serviço ativo. Porém, logo em 1935, a pedido, foi transferido para a reserva com a patente de coronel da Força Pública de São Paulo.
Na reserva, o oficial da Força Pública, após insistência de seus colegas de farda, decidiu disputar eleição para a presidência da Cruz Azul, entidade de finalidade social e hospitalar para as famílias de servidores da então Força Pública do Estado de São Paulo. Venceu o pleito com boa margem de sufrágios e foi reconduzido para mais quatro mandatos consecutivos, cerca de 10 anos. Sob sua gestão, a entidade ampliou substancialmente sua capacidade de atendimento, orçamentária bem como na modernização dos equipamentos hospitalares. Foi sob sua gestão que as obras de construção do hospital, na colina do Cambuci, foram retomadas e enfim inaugurado o novo prédio, além de construir ambulatório na Rua Jorge Miranda, no Bairro da Luz. Criou também a Revista da Cruz Azul, órgão de cultura geral e especializada, com uma seção de estudos e artigos científicos de repercussão internacional.
Entre 1936 e 1937, exerceu a vereança na cidade de São Paulo, porém, teve o seu mandato cassado em novembro de 1937, por conta do regime do Estado Novo.
A 5 de junho de 1941 tomou posse no Instituto Histórico e Geográfico de São Paulo, do qual foi secretário.
Foi membro correspondente do Instituto Argentino de Ciências Genealógicas.
Faleceu em 28 de fevereiro de 1970 na cidade de São Paulo, cujo sepultamento ocorreu no Cemitério do Araçá. Era casado com Celi de Camargo Abreu, pertencente a tradicional família campineira, com quem teve quatro filhos: Luis, Edite, Leda e Célia.
Em sua homenagem foi inaugurada a Escola Municipal de Ensino Fundamental Luiz Tenório de Brito na Vila Prel, em São Paulo. Em Embu-Guaçu, na  Região Metropolitana de São Paulo, há também a Rua Coronel Luiz Tenório de Brito, também em homenagem ao oficial da Força Pública Paulista.

## Publicações
Além de diversos artigos publicados na Revista do IHGSP, participou de diversas publicações, como o volume IV Centenário da Fundação da Cidade de São Paulo - Afonso de E. Taunay, et. alli, SP, 1954.
- Memórias de um Ajudante de Ordens. prefácio de Tito Livio Ferreira. São Paulo: Nacional, 1951. 274p.